# Skedesjön
Skedesjön är en sjö i Eksjö kommun i Småland och ingår i Emåns huvudavrinningsområde. Sjön är 10,5 meter djup, har en yta på 3,4 kvadratkilometer och befinner sig 207 meter över havet. Sjön avvattnas av vattendraget Pauliströmsån. Vid provfiske har bland annat abborre, braxen, gers och gädda fångats i sjön.
Skedesjön som står i förbindelse med Mycklaflon och Stora Bellen användes förr om åren för flottning. Timret fördes till Sjöbron mellan Skedesjön och Mycklaflon där bron var för låg för att tillåta passage av stockarna och fraktades med häst sista biten till Hults järnvägsstation.
Skedesjön sänktes, tillsammans med Mycklaflon, i slutet av 1880-talet med digra följder. En hel vik snörptes av från Skedesjön och bildar idag Kyrkesjön. Öar växte samman med varandra eller med fastlandet och annan sjöyta har vuxit igen med vass. Igenväxningen av sjön fortsätter ännu idag.  

## Delavrinningsområde
Skedesjön ingår i det delavrinningsområde (638922-146026) som SMHI kallar för Inloppet i Mycklaflon. Medelhöjden är 226 meter över havet och ytan är 31,82 kvadratkilometer. Räknas de 2 delavrinningsområdena uppströms in blir den ackumulerade arean 52,25 kvadratkilometer. Pauliströmsån som avvattnar avrinningsområdet har biflödesordning 2, vilket innebär att vattnet flödar genom totalt 2 vattendrag innan det når havet efter 155 kilometer. Delavrinningsområdet består mestadels av skog (64 procent) och jordbruk (14 procent). Avrinningsområdet har 3,83 kvadratkilometer vattenytor vilket ger det en sjöprocent på 12 procent.

## Fisk
Vid provfiske har följande fisk fångats i sjön:
- Abborre
- Braxen
- Gärs
- Gädda
- Mört
- Sarv
- Sutare